# Toshoken

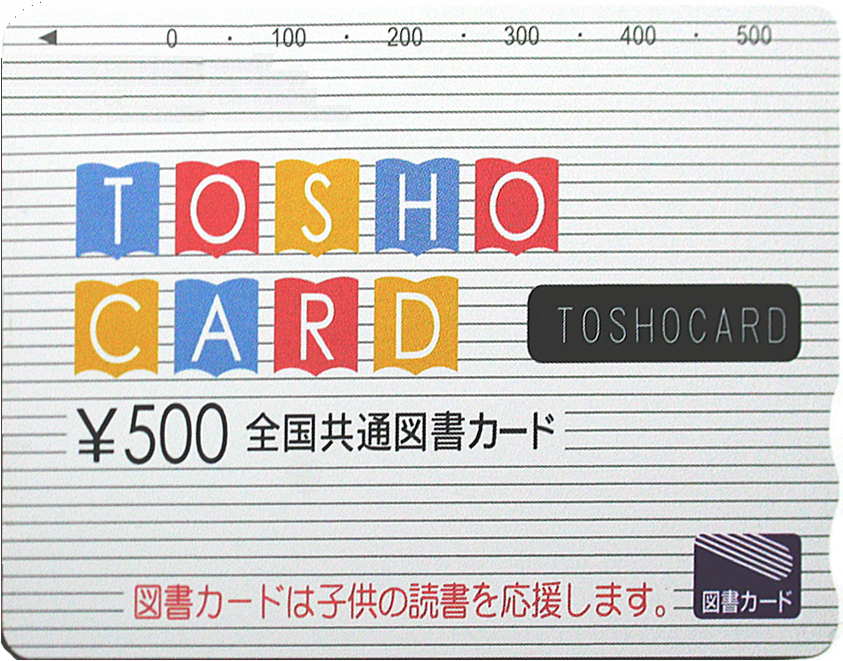
Eine Tosho Card, die seit 1990 gebräuchliche Form des Büchergutscheins

Toshoken (jap. 図書券, dt. „Büchergutschein“) war ein von der Firma Nihon tosho fukyū Kabushiki kaisha (日本図書普及株式会社) von Dezember 1960 bis 2005 herausgegebener Wertgutschein für Bücher und Zeitschriften, sprich für klassische Druckerzeugnisse. Die gedruckte Version des Gutscheins mit abreissbaren Wertabschnitten wurde 1990 durch eine elektronische Chipkarte (Tosho Card) ersetzt. Seit 2005 gibt es nur noch diese Chipkarte, der Verkauf gedruckter Buchgutscheine wurde eingestellt. Die offizielle Bezeichnung lautet: Zenkoku Kyōtsū Toshoken (全国共通図書券, etwa: „Allgemeiner (all)japanischer Büchergutschein“). Der Büchergutschein kann in allen teilnehmenden Buchgeschäften erworben und eingelöst werden. Da die Wertmarken nur für den Erwerb von Druckerzeugnissen konzipiert wurden, gehören Convenience Stores in der Regel nicht zu den teilnehmenden Geschäften, sodass die Karte, anders als andere wiederaufladbare Chipkarten, beispielsweise die Suica, tatsächlich auch nur in Buchgeschäften verwendet werden konnte. In den meisten Antiquariaten und für Amazon kann die Karte ebenfalls nicht verwendet werden. Gegenwärtig wird die Chipkarte in 7523 Mitgliedsgeschäften akzeptiert.

## Überblick
Die Tosho Card ist unter den Wertgutscheinen Japans eine der bekanntesten. Sie war als Geschenkkarte konzipiert und ein beliebtes Geschenk für Kinder anlässlich der Einschulung. Außerdem wurde sie häufig als Preis für Zeitschriftenrätsel ausgesetzt. Eine Weile lang wurde sie auch als Gegenwert für eine Blutspende vergeben.
Die Tosho Card ist ein eingetragenes Warenzeichen. Die Größe der Chipkarte besitzt mit 86 × 54 mm ein typisches Visitenkartenformat. Druckversion wie Chipkarte gab es mit einem festen Nominalwert von 500, 1000, 2000, 3000, 5000 und 10.000 Yen. Die Papierversion (Toshoken) des Gutscheins wurde erstmals im Dezember 1960 herausgegeben, um den Verkauf von Büchern und Zeitschriften zu befördern. Bis 1976 besaß die Toshoken, ähnlich den Sammelfahrkarten für Busse, abreissbare Abschnitte mit einem nominalen Gegenwert von 20 Yen. Der Nominalwert der Abschnitte steigerte sich jedoch im Verlaufe der Zeit. 1990 wurde sie durch ein Chipkarte mit Magnetstreifen ersetzt und 2005 wurde die Ausgabe der Druckversion des Büchergutscheins vollständig eingestellt.
Zeitgleich zum Büchergutschein gab es von 1979 bis zur Abwicklung der Ausgabefirma 2012 auch einen Schreibwarengutschein (文具券, Bunguken).